# Bellamy Young
Bellamy Young (nascida Amy Maria Young; 19 de fevereiro de 1970) é uma atriz, cantora e produtora, mais conhecida por seu papel como Presidente (POTUS) Melody "Mellie" Grant em Scandal, série televisiva de drama do canal ABC. Em 2014, por sua interpretação de Mellie, Young ganhou o prêmio de melhor atriz coadjuvante em série de drama pela Critic's Choice Awards.

## Filmografia

### Filmes
| Ano  | Título                    | Papel             | Notas               |
| ---- | ------------------------- | ----------------- | ------------------- |
| 1999 | Black and White           | Bellamy           |                     |
| 1999 | Picture This              | Monique           |                     |
| 2001 | Mission                   | Sandy             |                     |
| 2002 | Swatters                  | Mary Dolan        |                     |
| 2002 | We Were Soldiers          | Catherine Metsker |                     |
| 2004 | Larceny                   | Kiki              |                     |
| 2005 | Darcy's Off-White Wedding | Donatella         | Curta-metragem      |
| 2006 | Eve of Understanding      | Cassie            |                     |
| 2006 | Mission: Impossible III   | Rachael           |                     |
| 2007 | Simple Things             | Terry Hudson      | Produtora Executiva |
| 2007 | Trust Me                  | Carrie            |                     |
| 2008 | One, Two, Many            | Jennifer          |                     |
| 2008 | Vision of a Murder        | Tina Moore        | Filme televisivo    |
| 2008 | This Is Not a Test        | Teresa            |                     |
| 2008 | Mask of the Ninja         | Gina              | Filme televisivo    |
| 2009 | Tender as Hellfire        | Cheryl            | Curta-metragem      |
| 2010 | The Freebie               | Jessica           |                     |
| 2010 | In My Sleep               | Olivia            |                     |
| 2010 | Pound of Flesh            | Daniella Melville |                     |
| 2011 | Joint Body                | Jane Chapman      |                     |
| 2012 | Last Day on Earth         | Pamala            |                     |
| 2012 | The Cottage               | Annie             | Produtora executiva |
| 2015 | Day Out of Days           | Rebecca           |                     |
| 2016 | Offer & Compromise        | Karen             |                     |
| 2016 | The Night Stalker         | Kit Fellows       |                     |
| 2017 | Bernard and Huey          | TBD               |                     |
| 2018 | A Wrinkle in Time         | Camazotz Woman    |                     |

### Televisão
| Ano           | Título                | Papel                                 | Notas                                                                                            |
| ------------- | --------------------- | ------------------------------------- | ------------------------------------------------------------------------------------------------ |
| 1995          | Another World         | Dr. Courtney Evans                    | Elenco Recorrente                                                                                |
| 1997          | Law & Order           | Ellen O'Brien                         | Episódio: "Blood"                                                                                |
| 1998          | Law & Order           | Stephanie Harker                      | Episódio: "True North"                                                                           |
| 2000          | The Drew Carey Show   | Bridget                               | Episódio: "The Gang Stops Drinking"                                                              |
| 2000          | Nash Bridges          | Diana Carr                            | Episódio: "The Messenger"                                                                        |
| 2000          | The X-Files           | Attorney Janet Wilson                 | Episode: "Redrum"                                                                                |
| 2001          | The District          | Bethany Fortoro                       | Episódio: "To Serve and Protect"                                                                 |
| 2001          | ER                    | Grace                                 | Episódio: "If I Should Fall from Grace"                                                          |
| 2002          | Frasier               | Lisa                                  | Episódio: "Three Blind Dates"                                                                    |
| 2002          | For the People        | Deputy Dist. Atty. Agnes Hunt         | Elenco Recorrente                                                                                |
| 2003          | Peacemakers           | Twyla Gentry                          | Elenco regular, 9 episódios                                                                      |
| 2003          | American Dreams       | Diane Shaw                            | Episódios: "Another Saturday Night", "Life's Illusions", "Rescue Me"                             |
| 2004          | The West Wing         | MaryLou Meriwether                    | Episódio: "The Stormy Present"                                                                   |
| 2004          | NCIS                  | A.T.F. Special Agent Melinda Stone    | Episódio: "Split Decision"                                                                       |
| 2004, 2009    | Scrubs                | Dr. Miller                            | Elenco recorrente, 6 episódios                                                                   |
| 2004          | Strong Medicine       | Erin Berman                           | Episódio: "Code"                                                                                 |
| 2005          | North Shore           | Mrs. Lasser                           | Episódio: "Shark"                                                                                |
| 2005          | Medium (telessérie)   | Kate Emery                            | Episódio: "Judge, Jury and Executioner"                                                          |
| 2005–2006     | CSI: Miami            | Assistente State Attorney Monica West | Elenco recorrente, 6 episódios                                                                   |
| 2007          | Close to Home         | Sarah Paulson                         | Episódio: "Road Rage"                                                                            |
| 2007          | Grey's Anatomy        | Kathy                                 | Episódios: "The Other Side of This Life: Parts 1 & 2"                                            |
| 2007          | Boston Legal          | Cynthia Nichols                       | Episódio: "Beauty and the Beast"                                                                 |
| 2007          | Private Practice      | Kathy                                 | Episódio: "In Which Charlotte Goes Down the Rabbit Hole"                                         |
| 2007          | Cold Case             | Audrey Metz (1938)                    | Episódio: "World's End"                                                                          |
| 2007–2008     | Dirty Sexy Money      | Ellen Darling                         | Recurring role, 9 episodes                                                                       |
| 2008          | Two and a Half Men    | Diane                                 | Episode: "The Mooch at the Boo"                                                                  |
| 2008          | Knight Rider          | Amy Clark                             | Episódio: "Knight Rider"                                                                         |
| 2009          | Knight Rider          | Amy Clark                             | Episode: "Fly by Knight"                                                                         |
| 2009          | Trust Me              | Carrie Taylor                         | Episódio: "But Wait, There's More"                                                               |
| 2009          | Ghost Whisperer       | Lucy Stanton                          | Episódio: "Cursed"                                                                               |
| 2009          | Supernatural          | Sarah/Lucifer                         | Episódio: "Sympathy for the Devil"                                                               |
| 2010          | Edgar Floats          | Jennifer Wade                         | Piloto                                                                                           |
| 2010          | Drop Dead Diva        | Emily Parcellas                       | Episódio: "The Long Road to Napa"                                                                |
| 2010          | The Mentalist         | Melanie Ayers                         | Episódio: "Cackle-Bladder-Blood"                                                                 |
| 2010          | Law & Order: LA       | Monica Jarrow                         | Episódio: "Playa Vista"                                                                          |
| 2011          | Working Class         | Brooke                                | Episódio: "The Dance"                                                                            |
| 2011          | United States of Tara | Bridgette                             | Episódio: "The Full F**k You Finger", "Wheels"                                                   |
| 2011          | Castle                | Candace Ford                          | Episódio: "Pretty Dead"                                                                          |
| 2011          | The Protector         | Skylar Brenn                          | Episódio: "Wings"                                                                                |
| 2011–2013     | Criminal Minds        | Beth Clemmons                         | Elenco recorrente, 7 episódios                                                                   |
| 2012          | Franklin & Bash       | Margaret Pollack                      | Episódio: "L'affaire Du Coeur"                                                                   |
| 2012–2018     | Scandal               | President Melody "Mellie" Grant       | Elenco regular prêmio de melhor atriz coadjuvante em série de drama pela Critic's Choice Awards. |
| 2014          | Hell's Kitchen        | Herself                               | Participação                                                                                     |
| 2019–presente | Prodigal Son          | Jessica Whitly                        | Papel principal                                                                                  |

### Teatro
| Ano  | Produção  | Papel | Notas                   |
| ---- | --------- | ----- | ----------------------- |
| 1997 | The Life' | Mary  | Ethel Barrymore Theatre |